# Christian Gytkjær
Christian Lund Gytkjær (Roskilde, 6 maggio 1990) è un calciatore danese, attaccante del Bari.

## Biografia
È il fratello di Frederik Gytkjær, anch'egli calciatore professionista.

## Carriera

### Club

#### Gli inizi
Gytkjær entrò a far parte delle giovanili del Lyngby nel 2005. Ad ottobre 2007, fu invitato dagli inglesi del Liverpool per sostenere un provino, che comunque non portò ad accordi contrattuali. Rimase così al Lyngby e diventò il capocannoniere della squadra Under-18 nel campionato 2007-2008.
Nell'estate 2008, fu promosso nella formazione titolare del club, firmando un contratto valido per i successivi due anni. Realizzò 3 reti in 8 partite di campionato, nella sua stagione di debutto. Il 2 febbraio 2010, fu confermato che Gytkjær avrebbe lasciato il Lyngby a fine stagione, trasferendosi a parametro zero al Nordsjælland, squadra a cui si legò con un contratto triennale. L'attaccante terminò comunque la stagione al Lyngby, venendo però bersagliato dai tifosi, che disapprovavano la sua scelta di firmare per una formazione rivale. Le frizioni aumentarono quando Gytkjær fu fotografato con una maglietta del Nordsjælland, mentre era ancora in forza al Lyngby.

#### I vari trasferimenti
Esordì nella Superligaen in data 14 agosto 2010, quando fu tra i titolari del Nordsjælland nella sconfitta per 2-0 sul campo del Copenaghen. L'11 settembre successivo arrivò la prima rete che risultò decisiva per il successo in trasferta per 0-1 contro l'Odense. Nella prima stagione contribuì al successo finale nella Coppa di Danimarca 2010-2011.
A gennaio 2012 fu ceduto in prestito all'AB, compagine di 1. Division. Rientrò poi al Nordsjælland, prima di trasferirsi ai norvegesi del Sandnes Ulf con la stessa formula.
Concluso il prestito, tornò al Nordsjælland, per poi essere ceduto a titolo definitivo allo Haugesund, in data 23 gennaio 2013. Dopo aver collezionato 27 goal in 61 presenze, si trasferisce al Rosenborg il 6 gennaio 2016. Il 24 ottobre successivo riceve la candidatura come miglior attaccante del campionato al premio Kniksen. Il 27 gennaio 2017 passa al Monaco 1860 collezionando 15 presenze e 2 gol.
Il 28 giugno 2017 viene ufficializzato il suo passaggio al Lech Poznań, con cui milita per tre stagioni realizzando 65 reti e laureandosi capocannoniere nella stagione 2019-2020 (con 24 gol segnati). Il 20 luglio 2020 il Lech Poznań annuncia che Gytkjaer lascerà la squadra.

#### Monza
Il 22 luglio 2020 il Monza, squadra neopromossa in Serie B, ne annuncia l’ingaggio. Il debutto con i brianzoli avviene il 3 ottobre in occasione della sfida con l'Empoli, mentre il 31 dello stesso mese realizza su rigore la sua prima marcatura, in occasione del successo per 2-1 in casa del Cittadella. L'attaccante ha poi rinnovato nel febbraio 2022 il suo contratto in scadenza, prolungandolo fino al giugno 2023.
Nella finale playoff segna un goal all'andata e una doppietta al ritorno contro il Pisa, dando un contributo decisivo alla doppia affermazione dei brianzoli (2-1 e 3-4) che consegna loro la prima storica promozione in Serie A vincendo anche il Trofeo MVP dei Playoff 2021/2022 di Serie B.
Il 13 agosto 2022 esordisce in massima serie nella sconfitta casalinga contro il Torino, subentrando al 76' a Mattia Valoti. Il 18 settembre 2022 realizza la sua prima rete in massima serie, siglando il definitivo 1-0 contro la Juventus, permettendo così al Monza di ottenere la sua prima vittoria in Serie A. Al termine della stagione rimane svincolato.

#### Venezia
Il 20 luglio 2023 viene ufficializzato il suo passaggio al Venezia, firmando un contratto biennale. Il 14 agosto segna su rigore il suo primo gol con i veneti, nell'esordio ufficiale in Coppa Italia, nella sfida in casa dello Spezia, persa poi ai calci di rigore. Il 30 agosto segna anche il primo gol in campionato, nel successo per 2-1 in casa della Sampdoria. Il 2 dicembre segna anche la sua prima doppietta, nel successo per 3-1 contro l'Ascoli. Segna 11 gol nella stagione regolare oltre a quello decisivo della promozione nella finale play-off vinta contro la Cremonese per 1-0 il 2 giugno 2024.
Il 1º febbraio 2025, mette a segno la sua seconda marcatura in Serie A nella partita in casa dell'Udinese, persa per 3-2. Lascia il club veneto al termine della stagione 2024-2025, alla scadenza naturale del proprio contratto.

#### Bari
Il 12 luglio 2025 firma un contratto annuale con il Bari, in Serie B.

### Nazionale
Conta diverse presenze con le varie rappresentative giovanili della Danimarca. Nel novembre 2016 ha debuttato nella nazionale maggiore danese in un'amichevole disputata contro la Repubblica Ceca.

## Statistiche

### Presenze e reti nei club
Statistiche aggiornate al 12 luglio 2025.
| Stagione            | Squadra             | Campionato          | Campionato | Campionato | Coppe nazionali | Coppe nazionali | Coppe nazionali | Coppe europee | Coppe europee | Coppe europee | Altre coppe | Altre coppe | Altre coppe | Totale | Totale |
| Stagione            | Squadra             | Comp                | Pres       | Reti       | Comp            | Pres            | Reti            | Comp          | Pres          | Reti          | Comp        | Pres        | Reti        | Pres   | Reti   |
| ------------------- | ------------------- | ------------------- | ---------- | ---------- | --------------- | --------------- | --------------- | ------------- | ------------- | ------------- | ----------- | ----------- | ----------- | ------ | ------ |
| 2008-2009           | Lyngby              | 1D                  | 8          | 3          | SP              | 0               | 0               | -             | -             | -             | -           | -           | -           | 8      | 3      |
| 2009-2010           | Lyngby              | 1D                  | 26         | 7          | SP              | 2               | 0               | -             | -             | -             | -           | -           | -           | 28     | 7      |
| Totale Lyngby       | Totale Lyngby       | Totale Lyngby       | 34         | 10         |                 | 2               | 0               |               | -             | -             | -           | -           | -           | 36     | 10     |
| 2010-2011           | Nordsjælland        | S                   | 19         | 3          | SP              | 2               | 0               | -             | -             | -             | -           | -           | -           | 24     | 4      |
| lug.-dic. 2011      | Nordsjælland        | S                   | 5          | 0          | SP              | 1               | 1               | -             | -             | -             | -           | -           | -           | 6      | 1      |
| apr.-giu. 2012      | AB                  | 1D                  | 12         | 6          | SP              | -               | -               | -             | -             | -             | -           | -           | -           | 12     | 6      |
| lug.-ago 2012       | Nordsjælland        | S                   | 2          | 1          | -               | -               | -               | -             | -             | -             | -           | -           | -           | 2      | 1      |
| Totale Nordsjælland | Totale Nordsjælland | Totale Nordsjælland | 26         | 4          |                 | 3               | 1               |               | -             | -             | -           | -           | -           | 29     | 5      |
| ago.-nov. 2012      | Sandnes Ulf         | E                   | 12+2       | 8+3        | -               | -               | -               | -             | -             | -             | -           | -           | -           | 14     | 11     |
| 2013                | Haugesund           | E                   | 25         | 11         | N               | 3               | 4               | -             | -             | -             | -           | -           | -           | 28     | 15     |
| 2014                | Haugesund           | E                   | 26         | 15         | N               | 3               | 1               | -             | -             | -             | -           | -           | -           | 29     | 16     |
| 2015                | Haugesund           | E                   | 30         | 10         | N               | 2               | 3               | UEL           | 2             | 0             | -           | -           | -           | 34     | 13     |
| Totale Haugesund    | Totale Haugesund    | Totale Haugesund    | 81         | 36         |                 | 8               | 8               |               | 2             | 0             |             | -           | -           | 91     | 44     |
| 2016                | Rosenborg           | E                   | 28         | 19         | N               | 5               | 1               | UCL+UEL       | 4+2           | 2+1           | -           | -           | -           | 39     | 23     |
| gen.-giu. 2017      | Monaco 1860         | ZL                  | 15+2       | 2          | DFB             | 1               | 0               | -             | -             | -             | -           | -           | -           | 18     | 2      |
| 2017-2018           | Lech Poznań         | EK                  | 37         | 19         | CP              | 1               | 0               | UEL           | 4             | 2             | -           | -           | -           | 42     | 21     |
| 2018-2019           | Lech Poznań         | EK                  | 31         | 12         | CP              | 2               | 0               | UEL           | 6             | 5             | -           | -           | -           | 39     | 17     |
| 2019-2020           | Lech Poznań         | EK                  | 34         | 24         | CP              | 4               | 3               | -             | -             | -             | -           | -           | -           | 36     | 24     |
| Totale Lech Poznań  | Totale Lech Poznań  | Totale Lech Poznań  | 102        | 55         |                 | 7               | 3               |               | 10            | 7             |             | -           | -           | 119    | 65     |
| 2020-2021           | Monza               | B                   | 22+1       | 6          | CI              | 1               | 0               | -             | -             | -             | -           | -           | -           | 24     | 6      |
| 2021-2022           | Monza               | B                   | 33+4       | 9+5        | CI              | 1               | 0               | -             | -             | -             | -           | -           | -           | 38     | 14     |
| 2022-2023           | Monza               | A                   | 22         | 1          | CI              | 2               | 1               | -             | -             | -             | -           | -           | -           | 24     | 2      |
| Totale Monza        | Totale Monza        | Totale Monza        | 82         | 21         |                 | 4               | 1               |               | -             | -             |             | -           | -           | 86     | 22     |
| 2023-2024           | Venezia             | B                   | 38+4       | 11+1       | CI              | 1               | 1               | -             | -             | -             | -           | -           | -           | 43     | 13     |
| 2024-2025           | Venezia             | A                   | 29         | 2          | CI              | 1               | 0               | -             | -             | -             | -           | -           | -           | 30     | 2      |
| Totale Venezia      | Totale Venezia      | Totale Venezia      | 71         | 14         |                 | 2               | 1               |               | -             | -             |             | -           | -           | 73     | 15     |
| 2025-2026           | Bari                | B                   | 0          | 0          | CI              | 0               | 0               | -             | -             | -             | -           | -           | -           | 0      | 0      |
| Totale carriera     | Totale carriera     | Totale carriera     | 467        | 178        |                 | 32              | 15              |               | 18            | 10            |             | -           | -           | 517    | 203    |

### Cronologia presenze e reti in nazionale
| Cronologia completa delle presenze e delle reti in nazionale ― Danimarca | Cronologia completa delle presenze e delle reti in nazionale ― Danimarca | Cronologia completa delle presenze e delle reti in nazionale ― Danimarca | Cronologia completa delle presenze e delle reti in nazionale ― Danimarca | Cronologia completa delle presenze e delle reti in nazionale ― Danimarca | Cronologia completa delle presenze e delle reti in nazionale ― Danimarca | Cronologia completa delle presenze e delle reti in nazionale ― Danimarca | Cronologia completa delle presenze e delle reti in nazionale ― Danimarca |
| Data                                                                     | Città                                                                    | In casa                                                                  | Risultato                                                                | Ospiti                                                                   | Competizione                                                             | Reti                                                                     | Note                                                                     |
| ------------------------------------------------------------------------ | ------------------------------------------------------------------------ | ------------------------------------------------------------------------ | ------------------------------------------------------------------------ | ------------------------------------------------------------------------ | ------------------------------------------------------------------------ | ------------------------------------------------------------------------ | ------------------------------------------------------------------------ |
| 15-11-2016                                                               | Mladá Boleslav                                                           | Rep. Ceca                                                                | 1 – 1                                                                    | Danimarca                                                                | Amichevole                                                               | -                                                                        | 46’                                                                      |
| 16-10-2018                                                               | Herning                                                                  | Danimarca                                                                | 2 – 0                                                                    | Austria                                                                  | Amichevole                                                               | -                                                                        | 46’                                                                      |
| 19-11-2018                                                               | Aarhus                                                                   | Danimarca                                                                | 0 – 0                                                                    | Irlanda                                                                  | UEFA Nations League 2018-2019 - 1º turno                                 | -                                                                        | 65’                                                                      |
| 21-3-2019                                                                | Pristina                                                                 | Kosovo                                                                   | 2 – 2                                                                    | Danimarca                                                                | Amichevole                                                               | -                                                                        | 77’                                                                      |
| 26-3-2019                                                                | Basilea                                                                  | Svizzera                                                                 | 3 – 3                                                                    | Danimarca                                                                | Qual. Euro 2020                                                          | 1                                                                        | 70’                                                                      |
| 5-9-2019                                                                 | Gibilterra                                                               | Gibilterra                                                               | 0 – 6                                                                    | Danimarca                                                                | Qual. Euro 2020                                                          | 2                                                                        |                                                                          |
| 8-9-2019                                                                 | Tbilisi                                                                  | Georgia                                                                  | 0 – 0                                                                    | Danimarca                                                                | Qual. Euro 2020                                                          | -                                                                        | 67’                                                                      |
| 15-10-2019                                                               | Aalborg                                                                  | Danimarca                                                                | 4 – 0                                                                    | Lussemburgo                                                              | Amichevole                                                               | 1                                                                        | 61’                                                                      |
| 15-11-2019                                                               | Copenaghen                                                               | Danimarca                                                                | 6 – 0                                                                    | Gibilterra                                                               | Qual. Euro 2020                                                          | 1                                                                        |                                                                          |
| Totale                                                                   |                                                                          | Presenze                                                                 | 9                                                                        |                                                                          | Reti                                                                     | 5                                                                        |                                                                          |

## Palmarès

### Club
- Coppa di Danimarca: 1

Nordsjælland: 2010-2011
- Campionato norvegese: 1

Rosenborg: 2016
- Coppa di Norvegia: 1

Rosenborg: 2016

### Individuale
- Premio Kniksen per il miglior attaccante dell'Eliteserien: 1

2016
- Capocannoniere dell'Eliteserien: 1

2016 (19 gol)
- Capocannoniere del campionato polacco: 1

2019-2020 (24 gol)